# Sepulcro de Pedro Enríquez de Castilla

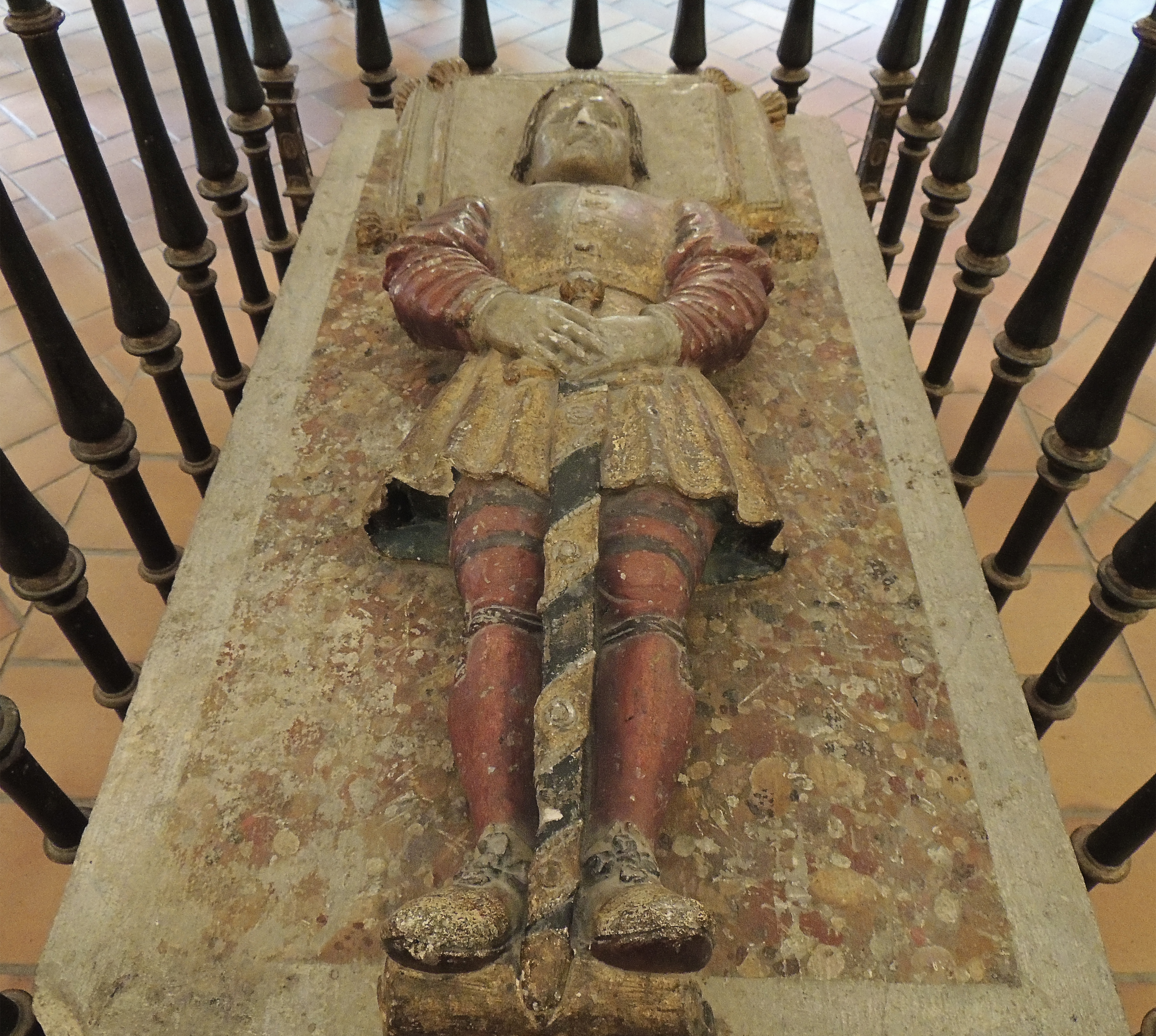
Sepulcro de Pedro Enríquez de Castilla

El sepulcro de Pedro Enríquez de Castilla es una escultura funeraria del siglo XVI que representa a Pedro Enríquez de Castilla (m. 1366), hijo natural del rey Enrique II de Castilla, quien, según la leyenda, murió trágicamente el 22 de julio de 1366 tras caer al vacío por una de las ventanas del Alcázar de Segovia.
Los restos de Pedro Enríquez fueron trasladados en 1558 desde la antigua catedral de Segovia, en la que fue enterrado a su muerte, a la nueva catedral, en la capilla de Santa Catalina en el claustro catedralicio.
El sepulcro está realizado en mármol policromado, destacando los colores negro, rojo y dorado. Representa al niño con una edad entre 10 y 12 años (la edad que tenía según la leyenda), recostado sobre una cama, con una espada en el centro que empuña con ambas manos. Rodea el sepulcro una verja de hierro, y sobre los cuatro lados del sepulcro se ubica una inscripción propia del siglo XVI, que dice «Aquí yace el infante D. Pedro, hijo del Sr. Rey D. Enrique II, Era de MCCCCIIII». El 26 de enero de 1367, su padre el rey don Enrique, expidió un privilegio rodado por el que dotó 4 capellanías con 8.000 maravedíes y mantenimiento de dos lámparas y dos porteros, todo para el sepulcro.
En noviembre de 2019, y en el transcurso de las obras de restauración de la catedral de Segovia, se abrió el sepulcro de Pedro Enríquez. En su interior se halló un cofre que contenía una blusa de seda con botones de tela, un faldón, un cinturón y tres huesos (la tibia derecha y ambos fémures). El análisis de los restos concluyó que se trataba de un niño de entre seis meses y un año y medio, lo que contrasta con los 10-12 años que la leyenda le atribuye o con la escultura de su tumba. Tampoco se encontraron las fracturas esperables tras una caída desde una gran altura, aunque no se descartó que estas pudieran encontrarse en otras partes del esqueleto no halladas.